# Jugoslávská fotbalová reprezentace do 20 let
Jugoslávská fotbalová reprezentace do 20 let reprezentovala Jugoslávii na mezinárodních turnajích, jako je Mistrovství světa ve fotbale hráčů do 20 let.

## Mistrovství světa
| Rok    | Účast                                           | Soupisky |
| ------ | ----------------------------------------------- | -------- |
| 1977   | nekvalifikovali se                              |          |
| 1979   | nepostoupili ze skupiny                         |          |
| 1981   | nekvalifikovali se                              |          |
| 1983   | nekvalifikovali se                              |          |
| 1985   | nekvalifikovali se                              |          |
| 1987   | Zlatá medaile                                   |          |
| 1989   | nekvalifikovali se                              |          |
| 1991   | nekvalifikovali se                              |          |
| Celkem | Účast – 2× Zlato – 1×, Stříbro – 0×, Bronz – 0× |          |